# Direct3D
Direct3D is het grafische onderdeel van de DirectX-API van Microsoft. Direct3D heeft directe toegang tot de grafische kaart, indien aanwezig, op de computer, waardoor hardware-acceleratie mogelijk is. De grafische informatie uit een programma, voornamelijk vertexen en texturen, wordt door middel van een serie instructies naar de kaart gestuurd, die zorg draagt voor hardwarematig, dus zeer snel rendering van pixels op het beeldscherm.
Direct3D kan zowel voor twee- als driedimensionale weergave worden gebruikt.